# G.ho.st
G.ho.st (Global Hosted Operating System) – wirtualny system operacyjny udostępniany za darmo w modelu SaaS w latach 2008 – 2010.
Prace nad projektem rozpoczęły się w 2006 roku z inicjatywy Zvi Schreibera. Firma utworzona przez Schreibera była uznawana przez niektóre media za wyjątkową ze względu na połączenie sił obywateli Izraela i Palestyny. Ze względu na ówczesne, ograniczone możliwości przekraczania granicy izraelsko-palestyńskiej, część współpracy odbywała się nietypowo jak na tamte czasy, bo przez połączenia telefoniczne oraz wideokonferencje. Wersja alfa została udostępniona w maju 2008 roku. W 2009 roku udostępniono bardziej stabilną wersję, a na uroczystości wydania przemawiał Tony Blair.
Ghost był „system operacyjnym” uruchamianym z poziomu przeglądarki i korzystającym częściowo z zasobów komputera użytkownika, a częściowo z zasobów serwera. Użytkownik otrzymywał dysk sieciowy o pojemności 15 GB oraz dostęp do takich programów jak przeglądarka internetowa, odtwarzacz MP3, kalkulator, czy czytnik RSS. System miał opierać się również na istniejących usługach sieciowych jak Dokumenty Google (pakiet biurowy), Flickr (przeglądarka zdjęć) czy pakiet biurowy Zoho.
Ghost miał być platformą, na której inne firmy miałyby sprzedawać swoje usługi, a firma miała pobierać od tego prowizję, czyli system miał zawierać pierwowzór App Store. W marcu 2010 roku firma poinformowała o zamknięciu swoich usług.